# Lindalssundet

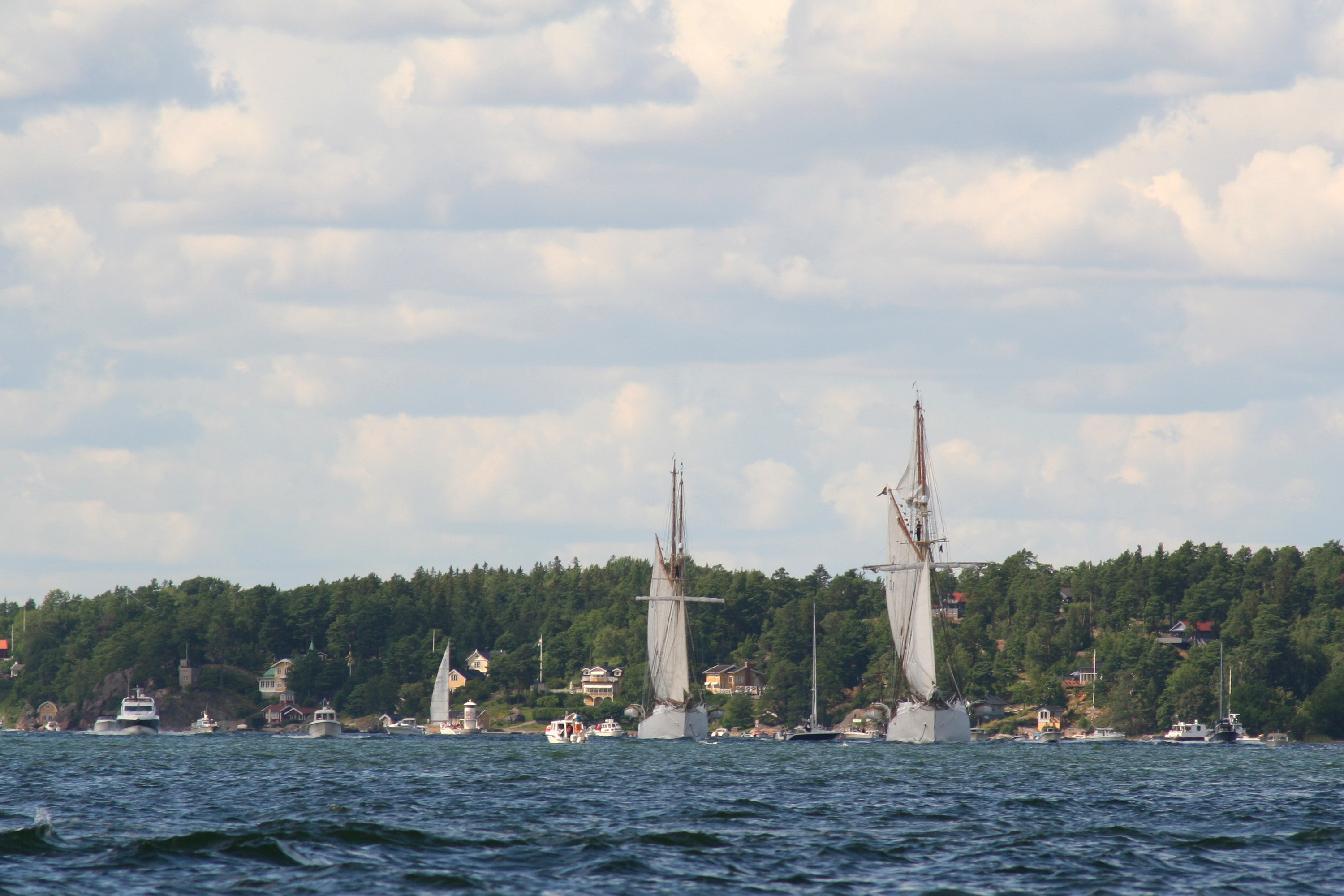
Östra delen av Lindalssundet.

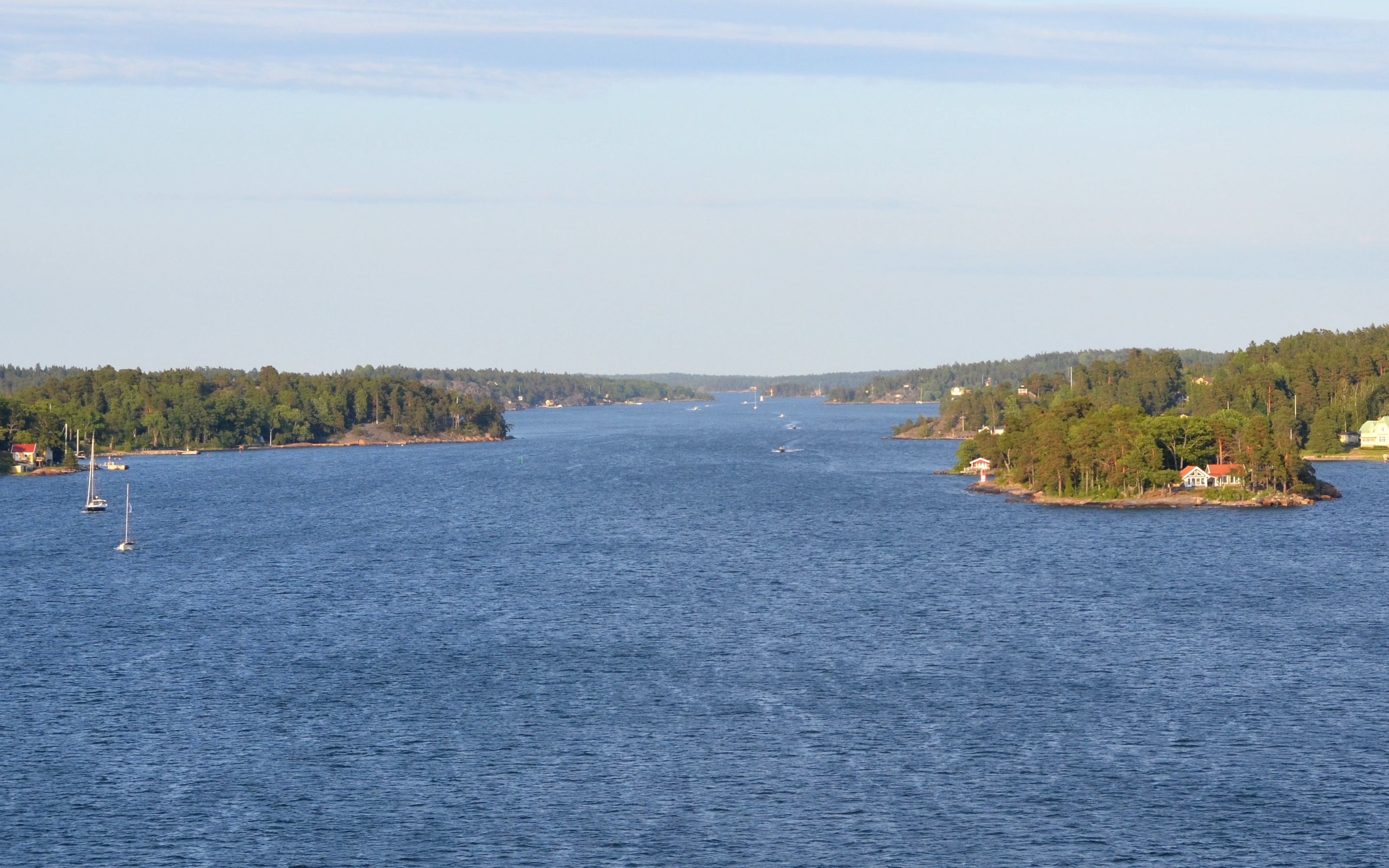
Lindalssundet från väster med Stora Berteln till höger.

Lindalssundet är den relativt smala fjärden i rak ost-västlig farledsriktning med en längd av cirka 2,5 distansminuter utanför den nordvästra delen av Värmdölandet i Stockholms skärgård mellan Lillsved och Västra Skägga. Lindalssundet, som tidvis är starkt trafikerad av fritidsbåtar och skärgårdsbåtar, utgör den sista delen i väster av farleden mellan Möja, Kanholmsfjärden, Grinda och Vaxholm. 
Ursprunget till namnet Lindalen är okänt. Udden på Värmdölandet mittemot Sippsön vid Lindalssundets östra avgränsning benämns Lindalen. Några av öarna som avgränsar sundet i norr är namngivna som Långholmen, Stora Betsö, Vårholma och Sippsön.

## Hastighets- och tonnagebegräsning
Sen 2007 råder en hastighetsbegränsning på 12 knop i Lindalsundet. Den tidigare avsaknaden av en hastighetsbegräsning medförde att de snabbgående skärgårdsbåtarna och även större fritids- och charterbåtar kunde öka till marschfart vilket drev upp stora svall som var svåra att hantera för mindre öppna fritidsbåtar och skapade problem vid alla bryggplatser.
Fartyg större än 300 BRT som kommer in i skärgården via Kanholmsfjärden, med slutmålet Stockholms hamnar, måste gå norr om och parallellt med Lindalssundet i Västra Saxarfjärden och gör sen en i det närmaste U-sväng i väster ner mot Oxdjupet förbi Lindalssundets västra inlopp. En genväg för mindre fritidsbåtar mellan Lindalssundet och Vaxholm går via det tidvis hårt trafikerade Stegesundet på den västra sidan av Skarpö.

## Bebyggelse
Strandområdet runt Lindalssundet har en tät fritidshusbebyggelse, på Värmdölandet blandat med många permanentvillor. Fritidshusbebyggelsen har ett ursprung från slutet av 1800-talet och tidigt 1900-tal när stockholmare började söka sig ut i Stockholms skärgård. Närheten till centralorten på fastlandet för den norra delen av skärgården, Vaxholm hade ett stort inflytande på att många fritidshus koncentrerades på öarna runt Vaxholm och den norra delen av Värmdölandet och även runt Lindalssundet.

## Glas-Kalle

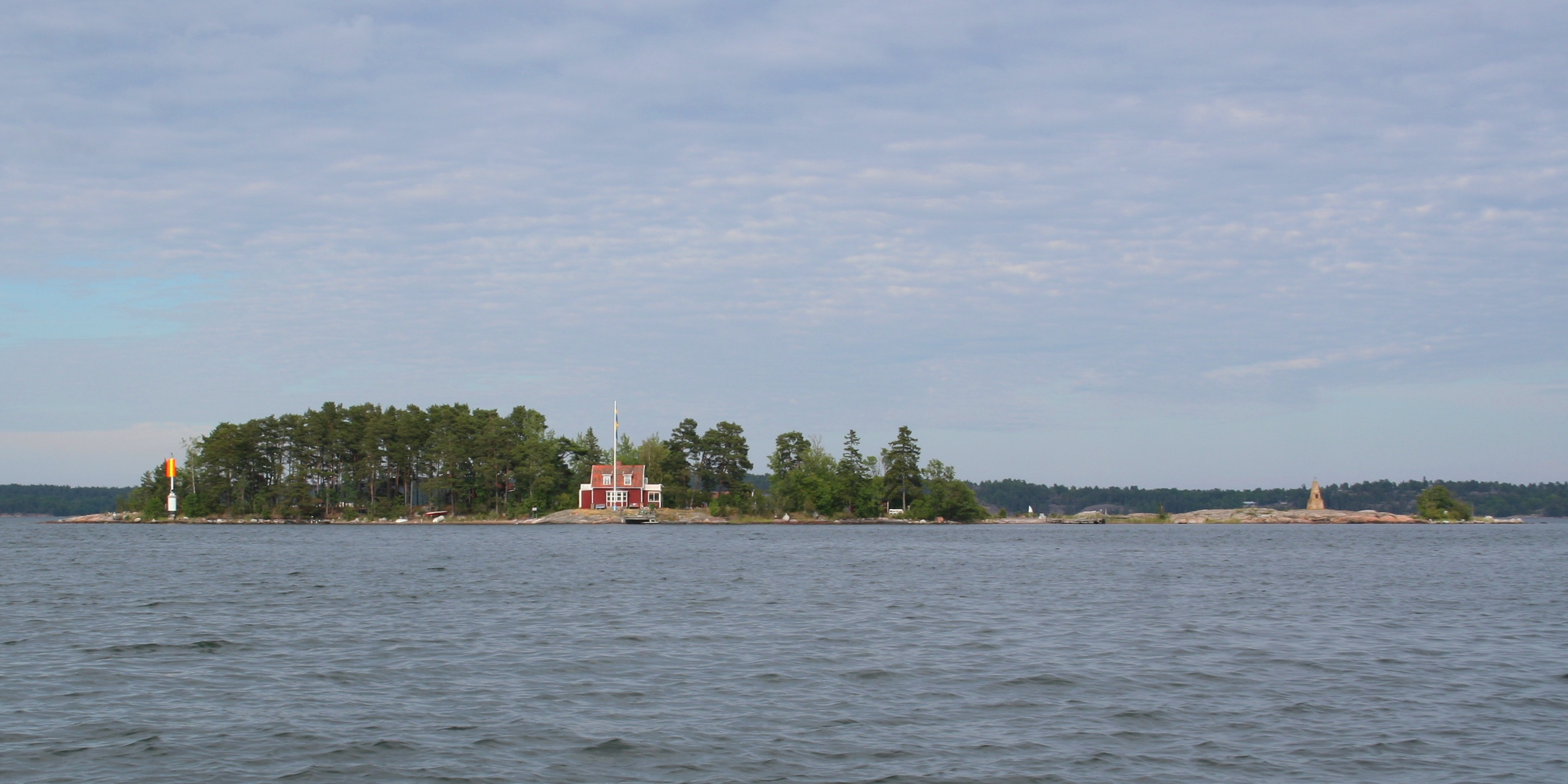
Mansören med "Glas-Kalles" mausoleum till höger.

Ett sjömärke vid Lindalssundets östra inlopp är mausoleet där askan efter storseglaren John Carlsson och hans hustru vilar. John Carlsson är mera känd under smeknamnet "Glas-Kalle" och vann vid tre tillfällen omkring sekelskiftet 1900 Oscar II:s jubileumspokal vid Sandhamnsregattan. "Glas-Kalle" hade sitt sommarhus på Mansören och hade vid sin död 1935 redan byggt gravmonumentet i betong på öns sydöstra udde.

### Webbkällor
- Stockholms läns museum, Lindalssundet